# 临别一舞
〈临别一舞〉（英語："One Dance"）是加拿大歌手德雷克於2016年4月5日發行的歌曲，收錄在德雷克第四張錄音室專輯《傲視》。〈临别一舞〉是2016年最暢銷的歌曲。

## 資料來源
1. ↑  https://www.ascap.com/repertory#ace/search/performer/drake/title/one%20dance
2. ↑  . Billboard.   [April 26, 2017]. （原始内容存档于2018-05-18）.